# Stream (trasporti)
Nel campo dei trasporti, Stream era un acronimo che stava per "Sistema di TRasporto Elettrico ad Attrazione Magnetica" dell'allora Ansaldo Trasporti. 
Il progetto prevedeva l'utilizzo di una canalina realizzata in fibra di vetro, posizionata a livello del manto stradale come una rotaia, dalla quale le vetture sperimentali traevano l'energia elettrica per alimentarsi attraverso un captatore installato nella parte inferiore dell'autobus che "toccava" la stessa canalina; il sistema era costituito da una banda in rame su di un supporto magnetico, che correva all'interno della canalina.

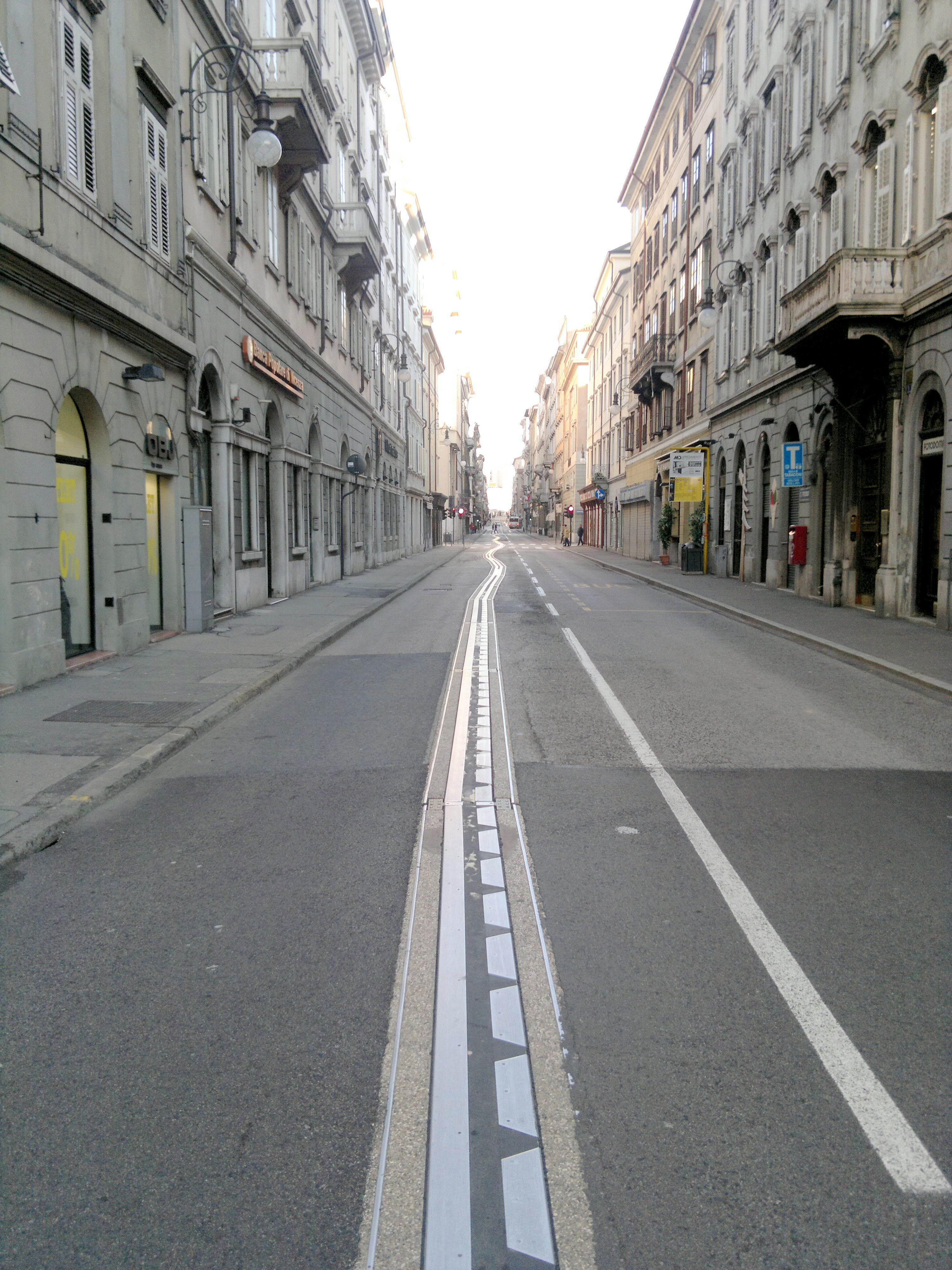
La canalina

La canalina realizzata in materiale composito era pertanto isolante, la vettura dotata di uno specifico pattino magnetico transitando sulla canalina sollevava la banda di rame permettendo il contatto con lo strisciante e quindi il collegamento elettrico.
Tale sistema permetteva quindi la realizzazione di un sistema di trasporto elettrico ad alta capacità con un costo infrastrutturale leggermente superiore a quello del filobus  (che necessita della sola linea aerea) e inferiore a quello dei tram (che richiedono linea aerea e binari) senza le linee aeree giudicate spesso antiestetiche.
L'esperimento pilota partì nel 1998 a Trieste in via Mazzini, ma la sperimentazione venne sospesa dopo poco tempo con un contenzioso tra l'Ansaldo Trasporti-Sistemi Ferroviari (ATSF) e il Comune di Trieste. Nel corso dell'aprile 2012 l'Ansaldo ha provveduto a rimuovere le canaline rimaste a Trieste.
I problemi riscontrati che hanno causato la mancata diffusione di tale sistema sono stati la necessità di molte sottostazioni (superiore a quello delle linee aeree) per le connessioni della rete e quindi la difficoltà di posizionamento nei centri storici, e una fragilità delle canaline al traffico dei veicoli su di esse.
I mezzi utilizzati, dei filobus Neoplan modificati (quindi senza le aste di captazione filoviarie) due da 12 metri e uno da 18 metri, sono attualmente in stato di deterioramento, non più funzionanti.
Ansaldo STS sta oggi (2011) studiando un sistema di alimentazione per tram derivato dallo Stream, da usare in alternativa alla linea aerea talvolta giudicata poco estetica. Il progetto porta il nome di TramWave.